# Kremenciuvate, Kompaniivka
Kremenciuvate (în ucraineană Кременчувате) este un sat în comuna Cervona Sloboda din raionul Kompaniivka, regiunea Kirovohrad, Ucraina.

## Demografie
Componența lingvistică a localității Kremenciuvate
     Ucraineană (94,05%)
Conform recensământului din 2001, majoritatea populației localității Kremenciuvate era vorbitoare de ucraineană (94,05%), existând în minoritate și vorbitori de armeană (5,95%).